# Numismatische Kommission der Länder in der Bundesrepublik Deutschland
Die Numismatische Kommission der Länder in der Bundesrepublik Deutschland ist eine wissenschaftliche Organisation der Bundesländer, die sich für die Förderung und Aufarbeitung der Münz- und Geldgeschichte und die Medaillenforschung in Deutschland einsetzt. Sie engagiert sich vor allem für Grundlagenforschung, nationale, internationale und interdisziplinäre Zusammenarbeit sowie Nachwuchsförderung.

## Geschichte
Die deutsche Numismatische Kommission (NK) wurde nach dem Muster der Ständigen Konferenz der Kultusminister der Länder in der Bundesrepublik Deutschland im Jahre 1950 auf Anregung der Hamburger Kulturbehörde gegründet. Weiteres organisatorisches Vorbild waren die seit dem 19. Jahrhundert als frühe Organe einer Selbstverwaltung der Wissenschaft entstandenen Historischen Kommissionen. Das länderübergreifende Gremium sollte zunächst den Wiederaufbau der nach Kriegsende noch weitgehend unzugänglichen oder geschlossenen westdeutschen Münzsammlungen und Forschungseinrichtungen in die Wege leiten. Langfristiges Ziel war die Koordination in Grundsatzfragen wie der Erfassung von Münzfunden und den damals allmählich wieder aufgenommenen Verbindungen mit dem Ausland.
Die Anfangsjahre waren geprägt von den wissenschaftsorganisatorischen Vorstellungen des Hamburger Ordinarius und Museumsdirektors Walter Hävernick (Vorsitzender 1950–1974). Sein Schüler Gert Hatz führte bis 1993 die Kommission in Hävernicks Sinne weiter, bis zur Übergabe des Vorsitzes an Bernd Kluge in Berlin (1993–1999). Die Integration der neuen Bundesländer nach der Wiedervereinigung war eines der Anliegen von Niklot Klüßendorf (Marburg) als Zweiter Vorsitzender.
Von 1999 bis 2011 war Reiner Cunz, von 2011 bis 2021 Dietrich Klose und seit 2021 ist Bernhard Weisser Vorsitzender. Zweiter Vorsitzender von 2021 bis 2022 war Sebastian Steinbach, von 2022 bis 2024 Ralf Wiechmann; seit 2024 ist Claudia Klages Zweite Vorsitzende.
Nach 1990 ging der Anteil der von Ausbildung und dienstlichen Aufgaben als Numismatiker einzustufenden Kommissionsmitglieder zurück zu Gunsten von Vertretern aus der Bodendenkmalpflege.

## Konzeption
Die NK ist eine „Staatskommission“, neuerdings in der Form eines rechtsfähigen eingetragenen Vereins. Mitglieder und Beitragszahler sind die Länder, deren Stimme ausgewählte Fachvertreter führen. Weiterhin sind ausgewählte Vertreter einzelner numismatischer Teilbereiche seit 2014 zahlende Mitglieder. Die Wissenschaftsminister nominieren Fachleute als ihre Interessenvertretung. Die Bestellung der Landesvertreter variiert nach den Möglichkeiten und Schwerpunkten der Länder (z. B. Direktoren von Münzkabinetten, Fachleute der Landesmuseen, Landesarchäologen). Für die numismatischen Landesstellen hat Peter Berghaus in Analogie zu den Landesarchäologen den Begriff des „Landesnumismatikers“ geprägt, der allerdings wegen der unterschiedlichen Infrastruktur und Personalausstattung falsche Erwartungen weckt.
Die NK hat eine ausgeprägte föderale Grundstruktur. Neben den vier großen, personell besser ausgestatteten Münzkabinetten (Münzkabinett der Staatlichen Museen zu Berlin, Münzkabinett der Staatlichen Kunstsammlungen Dresden, Geldmuseum der Deutschen Bundesbank in Frankfurt/Main und Staatliche Münzsammlung München) vertritt in vielen Ländern der Bundesrepublik eine einzelne Person die gesamte Numismatik, meist im Hauptamt bisweilen aber auch im Nebenamt. Die traditionelle deutsche Regionalität des Geldes in Mittelalter und Neuzeit begünstigte dabei, wenigstens für die nachantiken Perioden, Akzentsetzungen in der Landesgeschichte. Die NK spiegelt somit den für Deutschland charakteristischen, historisch gewachsenen Kulturföderalismus bzw. die Kulturhoheit der Länder wider.
Übergreifende Themen und Aufgaben außerhalb der Ländervertretungen werden durch die vom Plenum zugewählten Fachleute vertreten. Bei den Schwerpunktsetzungen wird Grundsatzthemen und der Rolle der Numismatik als interdisziplinäres bzw. transdisziplinäres Brückenfach (Niklot Klüßendorf) Rechnung getragen. Das bloße multidisziplinäre Nebeneinander soll damit überwunden und durch Wissenschaftsintegration ersetzt werden. Befruchtend wirkt sich dabei die Einbindung der numismatischen Arbeitsbereiche in größere Mehrspartenmuseen, Universitäten oder Forschungseinrichtungen aus. Die Numismatischen Gesellschaften und der Münzhändlerverband sind als weitere Interessengruppen mit einem Beisitz in der NK vertreten.
Die Numismatische Kommission der Länder in der Bundesrepublik Deutschland als Wissenschaftseinrichtung unterscheidet sich konzeptionell von der Deutschen Numismatischen Gesellschaft (DNG, Verband der Deutschen Münzvereine) oder der Gesellschaft für Internationale Geldgeschichte (GIG), die vorwiegend die Interessen der Sammlerschaft vertreten. Gleiches gilt für den Verband der Deutschen Münzenhändler e. V., den nationalen Münzhändlerverband.
Verwandte wissenschaftliche Organisationen bzw. Einrichtungen sind der International Numismatic Council (INC), das International Committee of Money and Banking Museums (ICOMON) als internationaler Dachverband der Geld- und Bankmuseen im Rahmen des Internationalen Museumsrats ICOM oder die anders strukturierte Numismatische Kommission der Österreichischen Akademie der Wissenschaften.

## Arbeitsschwerpunkte
Die NK hat kein hauptamtliches Personal. Koordination und Beratung erfolgt durch die Mitglieder. Forschungsvorhaben werden in genau definierten Fällen durch die Kommission übernommen, in der Regel in enger Kooperation mit Einrichtungen der Länder, zum Teil auch solchen von Kommunen, in Universitäten und Akademien durchgeführt, die auch die Publikation der Arbeitsergebnisse in eigener Regie vornehmen.
Neben der koordinierenden Funktion, die der Kommission die Rolle einer Interessenvertretung der wissenschaftlichen Numismatik eingetragen hat, stehen als zentrale satzungsgemäße Aufgaben die Nachwuchsförderung (z. B. Unterstützung bei der Drucklegung von akademischen Abschlussarbeiten wie Magisterarbeiten und Dissertationen, Förderung von Reisen zur Materialerfassung und Reisestipendien zum Besuch internationaler Kongresse, Förderung der universitären Lehre), die Druckförderung wissenschaftlicher Publikationen sowie die Organisation von Fachtagungen, zuletzt in Verbindung mit der Deutschen Numismatischen Gesellschaft die Neukonzeption des Deutschen Numismatikertags. Sie unterstützt die nationale und internationale Zusammenarbeit mit Interessengruppen der Wissenschaft und die interdisziplinäre Zusammenarbeit mit geistes- aber auch naturwissenschaftlichen Fächern. Die NK agiert dabei als runder Tisch, Diskussionsplattform und Kompetenznetzwerk.
Ihre inhaltlichen Arbeitsschwerpunkte sind historische Grundlagenforschung und innovative interdisziplinäre Themen aus allen Bereichen der Münz- und Geldgeschichte. Die NK geht damit deutlich über das im 19. Jahrhundert entstandene Profil der Numismatik als einer der in Deutschland primär außeruniversitär angesiedelten, sogenannten „kleinen“ Historischen Hilfswissenschaften oder als angewandte Museumswissenschaft hinaus. Im Bericht zur Jahreshauptversammlung 2024 der NK werden mehrere Vorhaben des vergangenen Jahrs vorgestellt.

## Langzeitprojekte

### Münzfunde und Geldgeschichte
Die Erfassung und Auswertung von absichtlich verborgenen oder zufällig verlorenen Fundmünzen ist eines der traditionellen Arbeitsgebiete der Numismatik. Die Fundnumismatik bietet u. a. Datierungshilfen für Archäologie oder Bau- und Kunstgeschichte und erlaubt Aussagen zu Alltags- oder Wirtschaftsgeschichte.
Der im Gründungsjahr der NK begonnene Zentralkatalog der deutschen Münzfunde des Mittelalters und der Neuzeit (Münzfundkatalog Mittelalter/Neuzeit), anfangs aus maschinenschriftlichen Karteien und Akten bestehend, wurde seit den fünfziger Jahren von Hamburg aus mit eingeworbenen Drittmitteln und mit Hilfe der Länder, denen die Erfassung ihrer Neufunde obliegt, erstellt. Er hat bisher rund fünfzig Mitarbeiter gehabt – projektgebunden, nebenamtlich und ehrenamtlich. Seit dem Jahr 2000 erfuhr er eine grundlegende konzeptionelle Modernisierung und ist als Gemeinschaftsleistung der Länder Mecklenburg-Vorpommern, Niedersachsen, Sachsen-Anhalt und Thüringen in eine Datenbank umgewandelt worden. Er steht mit Informationen für mehr als 20.000 Funde der Zeit von ca. 750 n. Chr. bis zum 19. Jahrhundert als interne Datenbank zur Verfügung. Der Fundkatalog schließt aus arbeitstechnischen Gründen in Auswahl Funde aus angrenzenden europäischen Nachbarlandschaften ein, was eine großräumige Vernetzung sinnvoll macht. Aktuelle Fragestellungen sind die numismatische Datenbank als Anwendungsbeispiel der Archäoinformatik, die Öffnung als Onlinedatenbank, die Erweiterung um Fotodokumentationen und die Vernetzung mit anderen europäischen Münzfundunternehmen. Die zu den Wissenschaftsakademien zählende Braunschweigische Wissenschaftliche Gesellschaft ist der jüngste Kooperationspartner zur Förderung des Fundkataloges.
Der gleichzeitig entstandene Antike Münzfundkatalog konnte nach einer mehrjährigen von der Deutschen Forschungsgemeinschaft unterstützten Startphase zunächst unter dem Namen „Fundmünzen der Römischen Zeit in Deutschland (FMRD)“ in die Obhut der Universität Frankfurt gegeben werden. Als Forschungsunternehmen „Fundmünzen der Antike (FdA)“ war es eines der langfristig angelegten Projekte der Akademie der Wissenschaften und der Literatur in Mainz. Es wurde im Jahre 2010 beendet.

### Edelmetall- und Geldströme
Die ebenfalls 1950 einsetzende Gemeinschaftsarbeit der NK mit Schweden (Deutsche Münzen des 10./11. Jahrhunderts in Funden des Ostseeraumes – Kooperationen mit Schweden, Estland und Polen) gehört zu den großen internationalen Projekten, die jahrzehntelang deutsche Numismatiker nach Schweden führte. Nach weitgehendem Abschluss dieses Unternehmens und Übergabe an die Universität Stockholm sind auch entsprechende Vorhaben mit den östlichen Nachbarländern Estland und Polen abgeschlossen worden.
Die schrittweise Bearbeitung deutscher Münzen in den ausländischen Massenfunden des 10./11. Jahrhunderts in den Siedlungsgebieten der Wikinger und Slawen rund um die Ostsee dient der Erforschung einer für die deutsche Münz- und Geldgeschichte charakteristischen wirtschaftsgeschichtlichen Epoche. Für die sogenannte „Periode des Fernhandelspfennigs“ (Walter Hävernick) in der ottonisch-salischen Zeit ist eine starke Verdichtung der Münzstätten in Deutschland typisch. Es ging dabei um die Versorgung der heimischen Wirtschaft mit Zahlungsmitteln als die Geldwirtschaft sich noch in ihren Anfängen befand. Ein landschaftlich variierender Anteil der Münzproduktion ging in den Handel mit den Wikingern und Slawen. Der gewaltige Silberabfluss nach Norden und Osten ist Teil kontinentaler europäischer Edelmetall- bzw. Geldströme in Mittelalter und Neuzeit. Das Fundmaterial des Ostseeraumes ist folglich keine periphere Erscheinung. Vielmehr muss es als Mittelpunkt jeglicher Forschung zur Münz-, Geld- sowie Wirtschaftsgeschichte des Hochmittelalters in Nordosteuropa angesehen werden. Die nähere Untersuchung der deutschen Münzen in den Funden der Länder rund um die Ostsee erlaubt Erkenntnisse zur Geschichte der Beziehungen zu den Skandinaviern und Slawen sowie – wegen des geringeren Fundniederschlags im eigenen Land – auch zur Münzproduktion im Deutschen Reich selber.

### Medaillenkunde
Schließlich ist die NK Träger der 1987 gegründeten Gitta-Kastner-Forschungsstiftung (GKS), die die neuere deutsche Kunstmedaille (seit der Reichsgründung von 1871) mit Einschluss der Künstlerbiografien als Arbeitsschwerpunkte hat: Leben und Werk neuerer deutscher Medailleure – Bibliografie zur Medaillenkunde – Dokumentation moderner Medaillenkunst. Sie geht zurück auf ein Vermächtnis des Münchner Juristen Werner Kanein (1904–1986) zum Angedenken an seine Gattin, die Münzhändlerin Gitta Kanein-Kastner (* 9. September 1927 in Dresden; † 15. April 1977 in München). Der Münchner Münzhändler und Medailleur Egon Beckenbauer (1913–1999) bedachte als Testamentsvollstrecker von Werner Kanein die GKS mit einer namhaften Zustiftung. Die GKS ist bisher die einzige numismatische Forschungsstiftung in Deutschland. Ihre Arbeit wird durch ein Stiftungskuratorium begleitet. Synergien werden durch eine enge Zusammenarbeit mit der Deutschen Gesellschaft für Medaillenkunst (Halle/Saale) erzielt, in deren Schriftenreihe (Die Kunstmedaille in Deutschland) die Arbeitsergebnisse der GKS regelmäßig publiziert werden. Durch das Wirken von Wolfgang Steguweit (Berlin) hat die GKS in den zurückliegenden Jahren großen Aufschwung genommen. Im Mittelpunkt einer Neukonzeption der GKS stehen u. a. befristete Forschungsstipendien für Nachwuchskräfte.
Wesentlich für die Arbeit der GKS ist die Einbindung der Medaille als besonderer Form des Kleinreliefs (vorwiegende Merkmale: rund, doppelseitig, gegossen oder geprägt, aus Metall) oder noch weiter gefasst als handlicher Kleinplastik, in die Betrachtungen der Kunstgeschichte. Den Ausgangspunkt dafür bilden die biografischen und bibliografischen Arbeiten der GKS.
Aufgrund der relativ einfachen bzw. kostengünstigen Reproduzierbarkeit kommt der Kunstmedaille ähnlich wie der Druckgrafik und der künstlerischen Fotografie eine besondere didaktische bzw. museumspädagogische Bedeutung zu. Die Idee einer erschwinglichen und in großer Zahl vorliegenden „Kunst zum Anfassen“ wurde bereits vor rund einem Jahrhundert vor allem von dem Hamburger Museumsdirektor und Kunstpädagogen Alfred Lichtwark (1852–1914) propagiert. Der Begriff „Bildende Kunst“ kann hier im doppelten Wortsinne auch als Bildungsmedium verstanden werden. Umgekehrt gibt die GKS mit ihrer regelmäßigen Zusammenschau zur Kunstmedaille der Gegenwart Impulse für das zeitgenössische Medaillenschaffen.

## Nachwuchsförderung
Nachwuchsförderung ist eine Aufgabe für alle an der Münz- und Geldgeschichte Interessierten. Daher gehört die Förderung des wissenschaftlichen Nachwuchses zu den zentralen Satzungszielen der NK. Sie ist von Bedeutung aufgrund des Generationswechsels und der Diskussion um die Wiederbesetzung von Wissenschaftlerstellen. Im Zuge der kulturpolitischen Diskussion um die Finanzierung und um neue Organisationsformen für Universitäten und Museen fällt die Förderung kleiner Fächer in der letzten Zeit häufig Sparmaßnahmen zum Opfer. Dies führt zu gravierenden Einschnitten bei den für die Struktur der Numismatik typischen „Einmannarbeitsstellen“. Stark betroffen sind Nachwuchswissenschaftler. Es wird auf die Förderung numismatischer Themen in Nachbardisziplinen geachtet.

### Nachwuchsfonds
Die NK hat einen Nachwuchsfonds für die Druckförderung von akademischen Abschlussarbeiten (Diplomarbeiten, Magisterarbeiten, Dissertationen) und Forschungsprojekten eingerichtet. Sie vergibt auch Reisestipendien zu den alle sechs Jahre stattfindenden Internationalen Numismatischen Kongressen, zuletzt in Berlin, Madrid, Glasgow und Taormina. Der Nachwuchsfonds wurde im Jahre 2010 in die „Nachwuchsstiftung der Numismatischen Kommission der Länder in der Bundesrepublik Deutschland“ umgewandelt.

### Walter-Hävernick-Preis
Zur Weiterentwicklung der numismatischen Forschung in Deutschland verleiht die NK seit 2012 an Nachwuchswissenschaftler den mit 2.000 Euro dotierten „Walter-Hävernick-Preis“ für beispielhafte Abschlussarbeiten (Habilitation, Promotion, Masterarbeit) oder andere monographische Arbeiten aus allen Bereichen der Numismatik in deutscher, englischer und französischer Sprache. Bisherige Preisträger:
- 2012: Angela Berthold[5]
- 2013: Philipp Rössner und Johannes Wienand[6]
- 2014: Alexa Küter
- 2015: Stefan Roth
- 2016: Simone Killen[7][8]
- 2018: Sebastian Steinbach (Habilitation), Torsten Bendschus (Dissertation) und Johannes Hartner (Masterarbeit)[9]
- 2020: Johannes Peter für seine Masterarbeit an der Georg-August-Universität Göttingen über Fuldaer Brakteaten
- 2022: Julius Roch (Dissertation) und Ehsan Shavarebi (Masterarbeit)[10]
- 2023: Rahel Otte (Dissertation an der Johann Wolfgang Goethe-Universität Frankfurt am Main) und Samuel Oer de Almeida (Masterarbeit an der Eberhard Karls Universität Tübingen)[11]
- 2024: Stefanie Baars (Dissertation an der Humboldt-Universität zu Berlin/Berlin Graduate School of Ancient Studies (BerGSAS))[12]
- 2025: Marjanko Pilekić (Dissertation an der Johann Wolfgang Goethe-Universität Frankfurt am Main) und David Weidgenannt (Dissertation an der Johann Wolfgang Goethe-Universität Frankfurt am Main und der Universität Wien)[12]

## Leitung
- 1. Vorsitzender: Bernhard Weisser (Berlin)
- 2. Vorsitzender: Claudia Klages (Bonn)
- Sekretär: Matthias Ohm (Stuttgart)
- Schatzmeister: Christian Stoess (Berlin)
- Projektleitung Fundkatalog: Mario Schlapke (Weimar)
- Vorsitzender GKS-Kuratorium: Johannes Eberhardt (Berlin)